# Villespassans
Villespassans település Franciaországban, Hérault megyében. Lakosainak száma 186 fő (2022. január 1.). Villespassans Bize-Minervois, Assignan, Cébazan, Cruzy és Saint-Chinian községekkel határos.

## Népesség
A település népessége az elmúlt években az alábbi módon változott:
| Lakosok száma | 156  | 132  | 124  | 138  | 155  | 163  | 171  | 174  | 178  | 186  |
|               | 1968 | 1982 | 1990 | 2006 | 2013 | 2015 | 2017 | 2019 | 2020 | 2022 |